# Bugcat Capoo
 (septembre 2022).
La mise en forme du texte ne suit pas les recommandations de Wikipédia : il faut le « wikifier ».
Les points d'amélioration suivants sont les cas les plus fréquents. Le détail des points à revoir est peut-être précisé sur la page de discussion.
- Les titres sont pré-formatés par le logiciel. Ils ne sont ni en capitales, ni en gras.
- Le texte ne doit pas être écrit en capitales (les noms de famille non plus), ni en gras, ni en italique, ni en « petit »…
- Le gras n'est utilisé que pour surligner le titre de l'article dans l'introduction, une seule fois.
- L'italique est rarement utilisé : mots en langue étrangère, titres d'œuvres, noms de bateaux, etc.
- Les citations ne sont pas en italique mais en corps de texte normal. Elles sont entourées par des guillemets français : « et ».
- Les listes à puces sont à éviter, des paragraphes rédigés étant largement préférés. Les tableaux sont à réserver à la présentation de données structurées (résultats, etc.).
- Les appels de note de bas de page (petits chiffres en exposant, introduits par l'outil «  Source ») sont à placer entre la fin de phrase et le point final[comme ça].
- Les liens internes (vers d'autres articles de Wikipédia) sont à choisir avec parcimonie. Créez des liens vers des articles approfondissant le sujet. Les termes génériques sans rapport avec le sujet sont à éviter, ainsi que les répétitions de liens vers un même terme.
- Les liens externes sont à placer uniquement dans une section « Liens externes », à la fin de l'article. Ces liens sont à choisir avec parcimonie suivant les règles définies. Si un lien sert de source à l'article, son insertion dans le texte est à faire par les notes de bas de page.
- La présentation des références doit suivre les conventions bibliographiques. Il est recommandé d'utiliser les modèles {{Ouvrage}}, {{Chapitre}}, {{Article}}, {{Lien web}} et/ou {{Bibliographie}}. Le mode d'édition visuel peut mettre en forme automatiquement les références.
- Insérer une infobox (cadre d'informations à droite) n'est pas obligatoire pour parachever la mise en page.

Pour une aide détaillée, merci de consulter Aide:Wikification.
Si vous pensez que ces points ont été résolus, vous pouvez retirer ce bandeau et améliorer la mise en forme d'un autre article.
 (novembre 2022).
Bugcat Capoo (貓貓蟲咖波 Māo māo chóng kā bō), parfois appelé Capoo, est un personnage de dessin animé représentant un gros chat bleu à six pattes. Il est devenu un sujet de bandes dessinées en ligne sur Facebook et Instagram, de clips de dessins animés sur YouTube et d'autocollants sur LINE et d'autres réseaux sociaux. Il a été créé par l'artiste taïwanais, Yara (亞拉Yala) en 2014.
Capoo est décrit comme « une petite créature ressemblant à un croisement d'un chat et d'un insecte, à la fois violent et mignon, qui adore manger de la viande ». La bande dessinée le décrit comme un animal de compagnie mignon avec une faim sans fin pour la viande et un dédain pour les légumes, vivant avec sa propriétaire Lala et le Dogdog semblant immortel - un gros chien possédant d'étranges compétences dans tous les domaines, dans la maison de Lala. La majorité de ces bandes dessinées concerne des situations quotidiennes absurdes qui se terminent souvent par le fait que Capoo mange tout ce qui l'énerve ou est comiquement puni par Lala pour ses bouffonneries.

## Bande dessinée
La bande dessinée se déroule dans un monde qui est généralement centré sur la vie actuelle, mais avec diverses caractéristiques comiques insolites, comme des objets quotidiens sensibles, différentes conventions telles que le remplacement des bus par des grosses tortues sympathiques, et une foule de personnages secondaires anthropomorphes tels que le lapin masochiste Tutu, la sœur de Capoo, Mika, et une espèce de petites créatures rondes ressemblant à de petits poussins qui sont fréquemment chassées comme nourriture par Capoo.
La bande dessinée se distingue par sa juxtaposition du mignon et du macabre, en raison de la tendance à Capoo de faire de la violence et de dévorer d'autres êtres vivants.

## Histoire
Bugcat Capoo apparaît pour la première fois en 2014 dans une bande dessinée créée par Yara sur le site taïwanais Bahamut,. Recevant une réception positive, il a publié une collection de 40 autocollants Capoo sur le LINE Creators Market en octobre 2014. Le succès de ces autocollants et la popularité croissante du personnage ont conduit Yara à devenir illustratrice à plein temps. Après avoir gagné dans la catégorie des bandes dessinées courtes dans le concours dans le WEBTOON Original Comic Competition de 2015, Bugcat Capoo a été sérialisé en tant que bande dessinée officielle de LINE WEBTOON jusqu'en mars 2020, Au cours de la sérialisation chez LINE, le personnage a fait partie de divers événements et supports promotionnels,. Aujourd'hui, la bande dessinée est principalement hébergée sur Facebook, Instagram et YouTube.
Les illustrations de Bugcat Capoo sont largement disponibles sous forme d'autocollants sur des réseaux sociaux comme Facebook et LINE. Parmi des créateurs d'autocollants, Yara a été classée no 7 sur le marché des créateurs LINE en 2017, passant à la cinquième place en 2020. Capoo et les autres personnages de la bande dessinée ont fait partie de diverses partenariats avec des jeux vidéo et des entreprises,. La popularité du personnage a également donné naissance à un certain nombre d'entreprises vendant des marchandises et des services thématiques, comme le magasin "Capoo House" et le café "Foam cat cafe ", tous deux situés à Taichung,.